# Le Snobs
A Le Snobs egy kizárólag lányokból álló, rövid életű olaszországi együttes volt, amely a yé-yé és a beat irányzatok képviselőjeként írta be magát az olasz könnyűzene történetébe. Első nevük még Sette Note volt, a Le Snobs nevet később vették fel. A lánycsapatot Marcello Minerbi, a Los Marcellos Ferial nevű együttes vezetője „fedezte fel”.

## Története
Az angliai eredetű beatmozgalom európai terjedése hatására Olaszországban is népszerűvé vált a beat és a rhythm and blues, mint könnyűzenei stílus, ekkor jött létre több más hasonló együtteshez hasonlóan a Le Snobs is, mintegy a The Supremes és hasonló együttesek (The Ikettes, Ronettes, Crystals, Marvelettes, stb.) olaszországi megfelelőjeként. A kizárólag lányokból álló, négy tagú formációt három, Desenzano del Garda településen élt nővér – Annamaria, Ornella és Renata Giusti –, valamint egy barátnőjük, Gianna Raffa hozta létre. [Ugyanilyen, szintén csak lányokból álló és hasonló stílusú zenéket játszó olasz együttesek voltak még pl. a Le amiche vagy a Sonia e le Sorelle.]
Miután az alakuláskor egy tag kivételével még mindannyian kiskorúak voltak, a testvérek apja, Ruggero Giusti zenetanár vállalta magára a menedzseri és egyéb, a zenekar körül adódó feladatokat. Az együttes alapítása előtt egyébként mindegyik lány folytatott komolyzenei (konzervatóriumi) tanulmányokat is: a legkisebb nővér, Annamaria hegedű, a másik három lány pedig zongora szakra járt.
Az együttes első kislemeze 1965-ben jelent meg a Durium nevű kiadónál, Amore ti ricordi címmel (a címadó dalt Marcello Minerbi, szövegét pedig Beppe Cardile szerezte), a B oldalán a La ballata di Johnny McRae című dallal; a lemez rövid idő alatt 50.000 példányban kelt el. Az első lemez sikerét újabb kislemezek megjelenése követte, majd néhány évvel később egy nagylemezt is sikerült megjelentetniük, Piper Style címmel (a címadás a Piper Club nevű híres római szórakozóhelyre utalt). 1967 után az együttes tagjai – Ruggero Giusti ösztönzésére – visszavonultak a nyilvánosságtól.

## Diszkográfia

### Kislemezek
- 1965: Amore ti ricordi/La storia di Johnny McRea (Durium, CN A 9153)
- 1965: Non ci pensare più/Ritorneranno i giorni belli (Durium, CN A 9160)
- 1965: Sha la la la la/Non so cosa farei senza di te (Durium, CN A 9172)
- 1966: Viaregginella/Non so cosa farei senza di te (Durium, CN A 9174)
- 1966: Dicci come finì/Lettera bruciata (Durium, CN A 9202)
- 1966: Prega/Io son gelosa (Durium, CN A 9234)

### Albumok
- 1965: Piper Style (Durium)
- 1965: Estate (Durium)

## Külső hivatkozások
- Claudio Pescetelli: Ciglia ribelli, I libri del mondo capellone, Róma, 2003
- Claudio Pescetelli: Una generazione piena di complessi, Zona, Arezzo, 2006
- Alessio Marino: BEATi voi! - interviste e riflessioni con i complessi degli anni 60 e 70, 4. kötet, 2010. június

## Fordítás
Ez a szócikk részben vagy egészben  a   Le Snobs című olasz Wikipédia-szócikk fordításán alapul.  Az eredeti cikk szerkesztőit annak laptörténete sorolja fel. Ez a jelzés csupán a megfogalmazás eredetét és a szerzői jogokat jelzi, nem szolgál a cikkben szereplő információk forrásmegjelöléseként.